# تیکو نامبا
تیکو نامبا (انگلیسی: Taeko Namba؛ زادهٔ ) یک بازیکن تنیس روی میز اهل ژاپن است. 
وی در مسابقات کشوری و بین‌المللی در مجموع برنده ۳ مدال طلا، ۱ مدال برنز شده‌است.